# Nikita Mikhalkov
Nikita Serguéievitx Mikhalkov (rus: Ники́та Серге́евич Михалко́в, Nikita Serguéievitx Mikhalkov) (Moscou, URSS, 21 d'octubre de 1945) és un actor, director de cinema, guionista i productor de cinema soviètic i rus.

## Biografia
Nikita Mikhalkov és fill d'una família amb una llarga tradició dins el món de l'art. El seu pare, Serguei Mikhalkov, va ser un conegut poeta que, entre d'altres, va contribuir a escriure l'himne nacional soviètic i l'himne rus. La mare, Natalia Kontxalóvskaia, va ser també una poetessa, filla del conegut pintor Piotr Kontxalovski i neta del també pintor Vassili Súrikov. Nikita Mikhalkov és a més germà del també director de cinema Andrei Mikhalkov-Kontxalovski (de nom real Andrei Sergéievitch Mikhalkov).
La primera muller de Nikita Mikhalkov va ser la popular actriu russa Anastasia Vertínskaia, filla d'Alexandr Vertinski. Els seus fills Stepan, Anna, Artiom i Nadejda són així mateix actors que han participat en diverses pel·lícules russes. La seva segona esposa, Tatiana Mikhalkova (Solovieva), va ser una model russa molt popular.

## Carrera

### Actor
Mikhalkov va debutar com a actor el 1961 a la pel·lícula Tutxi nad Bórskom (Тучи над Борском), del director Vassili Ordinski. Entre el 1963 i el 1966 Mikhalkov es va graduar a l'Escola de Teatre Xukin del Teatre Vakhtàngov i posteriorment va participar en un curs de direcció cinematogràfica impartit per Michail Romm, a l'Escola Superior VGI' de Moscou. En aquesta època Mikhalkov va obtenir el seu primer paper important en la pel·lícula Ia xagaiu po Moskve (Я шагаю по Москве) (1963) del director soviètic Georgi Danélia.
Sota la direcció del seu germà Andrei, Mikhalkov va interpretar el príncep Nélidov a la pel·lícula Dvoriánskoie gnezdó (Дворянское гнездо) (1969) i va obtenir també un paper de protagonista a Siberiade (Сибириада) (1979). Amb el seu paper a les pel·lícules Estació per a dos (Vokzal dlia dvoïkh, Вокзал для двоих) (1983) i Jestoki romans (Жестокий романс) (1985) del director Eldar Riazànov, Mikhalkov va guanyar popularitat entre el públic rus i va obtenir el premi al millor actor de la revista de cinema Sovietski Ekran, elegit pels lectors.
Nikita Mikhalkov ha actuat en més de 40 pel·lícules, algunes de les quals han sigut dirigides per ell mateix. Entre elles destaquen per exemple Sibirski tsiriúlnik (Сибирский цирюльник), on Mikhalkov interpreta el tsar rus Alexandre III, o Cremats pel sol (Утомленные солнцем), on interpreta el coronel Serguei Kótov, en una pel·lícula que li va valer un Oscar a la millor pel·lícula de parla no anglesa el 1994.

### Director
A partir dels anys 1960 Mikhalkov va iniciar-se també en la direcció de pel·lícules. Entre els treballs més exitosos dels anys 1970 destaquen El seu entre estranys, un estrany entre els seus (Свой среди чужих, чужой среди своих, Svoi sredí txujikh, txujoi sredí svoïkh, 1974), pel·lícula sobre la Guerra Civil Russa que va obtenir el premi Concha de Oro al Festival Internacional de Cinema de Sant Sebastià; i la pel·lícula Uns quants dies de la vida d'I. I. Oblómov (Несколько дней из жизни И. И. Обломова, Néskolko dnei iz jizni I.I. Oblómova, 1979), adaptació cinematogràfica d'una obra de l'escriptor rus Ivan Aleksàndrovitx Gontxarov amb l'actor Oleg Tabakov com a protagonista.
El 1983, amb el seu drama conjugal Sense testimonis (Без свидетелей, Bez svidételei), Mikhalkov va obtenir el premi FIPRESCI del Festival Internacional de Cinema de Moscou, del qual és el president des de l'any 2000.
El 1987 el director rus va filmar Ulls negres (Очи чёрные, Otxi txiórnie), una pel·lícula formada de diversos relats curts inspirats en l'obra d'Anton Txékhov. Actors destacats de la pel·lícula són Silvana Mangano i sobretot Marcello Mastroianni, el qual se'n va endur el premi al millor actor del Festival de Canes de 1987.
Mikhalkov va ser nominat en dues ocasions a la millor pel·lícula estrangera dels premis de cinema francès César, per les seves obres Ulls negres, el 1988, i el road movie Urga, el 1992. Va ser amb aquesta darrera pel·lícula que Mikhailkov va aconseguir un ampli repertori de premis i nominacions: Urga va guanyar el Lleó d'Or del Festival Internacional de Cinema de Venècia de 1991, un premi de cinema rus Nika per a la millor direcció el 1993, una nominació als Premis Independent Spirit i encara una altra nominació per a l'Oscar a la millor pel·lícula de parla no anglesa de la gala del 1993.
El 1994, va ser l'any de la consagració del director rus, que va acaparar tota l'atenció de la crítica internacional amb la pel·lícula Cremats pel sol (Утомлённые солнцем, Utomliónnie sólntsem), guanyadora del Gran Premi del Jurat del Festival de Canes i amb la qual Mikhailkov se'n va endur per fi l'Oscar a la millor pel·lícula de parla no anglesa de la gala de 1995.
Pel que fa als premis BAFTA, Mikhalkov va ser nominat en dues ocasions: el 1989 amb Ulls negres i el 1996 amb Cremats pel sol.
El 1996 Mikhalkov va ostentar el càrrec de president del jurat de la 46a edició del Festival Internacional de Cinema de Berlín i el mateix any el director rus va ser premiat amb el Grand Prix Spécial des Amériques.
El 1999 Mikhalkov va ampliar la seva col·lecció de trofeus al rebre el premi Town of Karlovy Vary Award, atorgat al Festival Internacional de Cinema de Karlovy Vary.
Després de prendre's una pausa com a director de cinema, de diversos anys de durada, el 2007 Mikhalkov va reprendre la direcció cinematogràfica amb el thriller 12, que va suposar la seva 20a direcció. El remake de Dotze homes sense pietat (1957) de Sidney Lumet, en el qual Mikhalkov interpreta també el personatge principal, va ser estrenat en ocasió de la 46a edició del Festival Internacional de Cinema de Venècia, on va competir pel màxim guardó del festival italià. Malgrat no guanyar el Lleó d'Or, el director rus va rebre en canvi un Lleó especial per la seva trajectòria cinematogràfica. El mateix any, 12 va ser nominada a l'Oscar a la millor pel·lícula de parla no anglesa.
El 2010 Mikhalkov va filmar Utomliónnie sólntsem 2 (Утомлённые солнцем 2), la segona part de l'aclamada Cremats pel sol. De nou, el director rus va interpretar una figura principal, juntament amb l'actor rus Oleg Ménxikov. A diferència de la primera part, en aquesta ocasió la pel·lícula del popular cineasta rus no va obtenir una bona acollida a la 63a edició del Festival de Canes, certament on la pel·lícula va ser presentada a nivell mundial.

## Vida personal
La primera esposa de Mikhalkov va ser la reconeguda actriu russa Anastassia Vertínskaia, amb qui es va casar el 6 de març de 1967. Van tenir un fill, Stepan (nascut el setembre de 1966).
Amb la seva segona esposa, l'exmodel Tatiana, va tenir un fill, Artiom (nascut el 8 de desembre de 1975), i unes filles, Anna (nascuda el 1974) i Nadejda Mikhalkova (nascuda el 27 de setembre de 1986).

### Activitat política

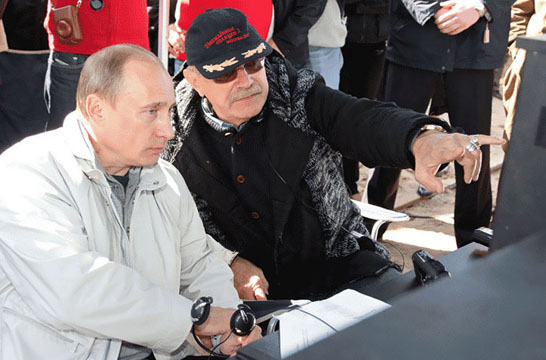
Mikhalkov amb el primer ministre rus Vladímir Putin al rodatge de la pel·lícula Burnt by the Sun 2 a l'óblast de Leningrad el 13 de maig de 2008

Mikhalkov participa activament en la política russa. És conegut per les seves opinions, de vegades nacionalistes russes i eslavòfiles. Mikhalkov va ser instrumental en la propagació de les idees d’Ivan Ilín a la Rússia postsoviètica. Va escriure diversos articles sobre Ilyin i va tenir la idea de traslladar les seves restes des de Suïssa al monestir de Donskoy a Moscou, on el filòsof havia somiat trobar el seu darrer refugi. La cerimònia de reenterrament, també d’Anton Denikin, un general amb el lema Rússia, una i indivisible, es va celebrar el 3 d'octubre de 2005.
L'octubre de 2006, Mikhalkov va visitar Sèrbia, donant suport moral a la sobirania de Sèrbia sobre Kosovo. El 2008, va visitar Sèrbia per donar suport a Tomislav Nikolić, que en aquell moment es presentava com a candidat ultranacionalista a la presidència sèrbia. Mikhalkov va participar en una reunió de Nomocanon, una organització juvenil sèrbia que nega els crims de guerra comesos pels serbis durant les Guerres de Iugoslàvia de 1992-99. En un discurs pronunciat a l'organització, Mikhalkov va parlar d'una guerra contra l'ortodòxia on va citar el cristianisme ortodox com la principal força que s'oposa al McDonald's cultural i intel·lectual. En resposta a la seva declaració, un periodista va preguntar a Mikhalkov: Què és millor, McDonald's o l'estalinisme? Mikhalkov va respondre: Això depèn de la persona. Mikhalkov s'ha descrit a si mateix com a monàrquic.
Mikhalkov ha estat un ferm partidari del president rus Vladímir Putin. L'octubre de 2007, Mikhalkov, que va produir un programa de televisió pel 55è aniversari de Putin, va cosignar una carta oberta demanant a Putin que no dimitís després de l'expiració del seu mandat.
El lideratge vertical de Mikhalkov del Sindicat de Cinematògrafs ha estat criticat per molts cineastes i crítics russos destacats com a autocràtic, i va animar molts membres a marxar i formar un sindicat rival l'abril de 2010.
El 2015, a Mikhalkov se li va prohibir l'entrada a Ucraïna durant 5 anys a causa del seu suport a l’annexió russa de Crimea el 2014. Malgrat el seu suport a l'annexió de Crimea, també va demanar l'alliberament del cineasta ucraïnès empresonat Oleh Sentsov.
El 24 de febrer de 2022, va defensar el reconeixement internacional de la República Popular de Donetsk i la República Popular de Luhansk per part de Rússia i va donar suport a la  Invasió russa d'Ucraïna del 2022, al·legant la traïció d'Ucraïna i els assassinats de residents del Donbàs. També va criticar les figures culturals russes que s'oposen a la invasió de Rússia, argumentant que guardaven silenci sobre els crims contra el Donbàs i que ara, en la seva opinió, només estan salvant les seves propietats a l'estranger de les sancions i ensenyant als seus fills allà.
El desembre de 2022, la Unió Europea va sancionar Mikhalkov en relació amb la Invasió russa d'Ucraïna del 2022. El gener de 2023, Ucraïna va imposar sancions a Mikhalkov pel seu suport a Invasió russa d'Ucraïna del 2022.

## Filmografia (selecció)
- 1975 - Раба любви (Esclau d'amor)
- 1983 - Без свидетелей (Sense testimonis)
- 1987 - Ulls negres (Очи чёрные)
- 1992 - Urga
- 1994 - Cremat pel sol (Утомлённые солнцем)
- 1998 - El barber de Sibèria (Сибирский цирюльник)[21]
- 2007 - 12